# Lama Bamba
Lama Bamba (ur. 3 kwietnia 1957) – trener piłkarski z Wybrzeża Kości Słoniowej. W latach 2001–2002 prowadził reprezentację Wybrzeża Kości Słoniowej, m.in. w Pucharze Narodów Afryki 2002, na którym kadra Wybrzeża nie wyszła z grupy. Prowadził też m.in. malijskie Stade Malien i AS Bamako i rodzime Séwé Sports de San-Pédro.